# Soundkail
Soundkail – francuska grupa hip-hopowa. Współpracowała z takimi zespołami jak WWO, Zipera, Natural Dread Killaz oraz Kontrafakt  i wykonawcami jak Orion. Soundkail jest francuską grupą grającą ragga/hip hop. Grupę tworzą dwaj wokaliści – Dragon Davy i Medhi Mesrine, producent Doltz oraz DJ Reego, który jest równocześnie drugą połową duetu producenckiego Reego & Doltz.

## Historia Zespołu
Davy i Medhi poznali się w szkole podstawowej. Mając po 10 lat, założyli swój pierwszy projekt "Efficas Kid", a kilka lat później występowali już na scenie.
Soundkail powstał w 1996 wraz z nadejściem Doltza, ich "łowcy dźwięku". Grupa pojawiała się na wielu francuskich kompilacjach. Po kilku płytach demo, wygrali konkurs "Backstage BMG" w 1999 i zagrali na festiwalu Eurowizji.
W 2001 roku wydali pierwszy album, zapraszając na niego najlepszych wykonawców muzyki ragga/hip-hop z Francji – Big Reda i Lorda Kossity. Od tamtej pory Soundkail zagrał setki koncertów i soundsystemów, a Dragon Davy i Medhi Mesrine nagrali wiele gościnnych zwrotek na albumach innych wykonawców (między innymi czołowych polskich grup hip-hopowych WWO i Zipera) oraz wiele własnych kawałków na składanki m.in. "Mission suicide", "Anticonstitutionnellement" i "Sachons dire non 2".
W tym czasie producenci Soundkail – Reego i Doltz produkowali utwory dla innych grup z Francji, a także z Polski. Ich bitami zainteresował się nawet amerykański raper Cannibus. Reego i Doltz są autorami utworu "Qui est l' exemple?" rapowanego przez Rohffa – singla roku 2003 we Francji sprzedanego w liczbie 800 000 egzemplarzy. Oprócz tego, pokazując, że czują się dobrze także produkując hardcore'owe bity, ściśle współpracują z jedną z najlepszych ekip hip-hopowych z Paryża – Mafia K1Fry, do której należą oprócz wspomnianego Rohffa także 113, Manu Key, Karlito, Kerry James oraz Intouchable. W Polsce ich produkcja również nie przeszła bez echa – to oni są autorami muzyki do kawałka WWO "Damy radę".
Z wieloma kawałkami na składankach – "Lunivers des Lascars", "Sachons", "Dire non", "Mission suicide", Soundkail znalazł się wśród najlepszych grup ragga.

## Dyskografia
Albumy studyjne
| Tytuł                 | Dane dot. albumu                       |
| --------------------- | -------------------------------------- |
| Racaille Sound System | - Data: 2000 - Wydawca: IIIbisX/Prosto |

Single
| WWO - "Nie bój się zmiany na lepsze" (gościnnie: Soundkail, Fu)           | 2003 | 6  | 6 | We własnej osobie |
| WWO - "I tak to osiągnę" (gościnnie: Orion, Włodi, Kontrafakt, Soundkail) | 2006 | 42 | — | Życie na kredycie |
| "—" singel nie był notowany.                                              |      |    |   |                   |

Inne
| Album                                      | Rok  | Utwór                                                      | Źródło |
| ------------------------------------------ | ---- | ---------------------------------------------------------- | ------ |
| Mor W.A. – Morwa drzewo                    | 2002 | "Ciesz się tym co masz" (gościnnie: Soundkail)             | [ 6 ]  |
| WWO – We własnej osobie                    | 2002 | "Nie bój się zmiany na lepsze" (gościnnie: Soundkail, Fu)  | [ 7 ]  |
| Prosto Mixtape Deszczu Strugi (kompilacja) | 2006 | WWO, Lil' Dap, Soundkail - "You Don't Exist"               | [ 8 ]  |
| Prosto Mixtape 600V (kompilacja)           | 2010 | EastWest Rockers, Soundkail - "Bez ciśnień (Prosto Remix)" | [ 9 ]  |

## Teledyski
| Tytuł                                                                     | Rok  | Reżyseria               | Album                 | Źródło        |
| ------------------------------------------------------------------------- | ---- | ----------------------- | --------------------- | ------------- |
| "Racaille Sound"                                                          | 2000 | —                       | Racaille Sound System | [ 10 ]        |
| "Fleur Tropicale"                                                         | 2000 | —                       | Racaille Sound System | [ 11 ]        |
| Gościnnie                                                                 |      |                         |                       |               |
| WWO - "Nie bój się zmiany na lepsze" (gościnnie: Soundkail, Fu)           | 2003 | —                       | We własnej osobie     | [ 12 ]        |
| WWO - "I tak to osiągnę" (gościnnie: Orion, Włodi, Kontrafakt, Soundkail) | 2006 | Marcin Janiec, Videolot | Życie na kredycie     | [ 13 ] [ 14 ] |